# Iota (cirílico)
Ꙇ (minúscula: ꙇ; cursiva Ꙇ ꙇ) es una letra cirílica basada en la letra griega Iota, y es utilizada en literatura erudita desde el siglo XIX para transcribir la letra glagolitica Izhe, Ⰹ. El carácter fue introducido a Unicode 5.1 en abril del 2008, bajo el bloque de carácter Cyrilic Extended-B.

## Códigos de computación
| Caracter                    | Ꙇ                            | Ꙇ                            | ꙇ                          | ꙇ                          |
| --------------------------- | ---------------------------- | ---------------------------- | -------------------------- | -------------------------- |
| Nombre Unicode              | CYRILLIC CAPITAL LETTER IOTA | CYRILLIC CAPITAL LETTER IOTA | CYRILLIC SMALL LETTER IOTA | CYRILLIC SMALL LETTER IOTA |
| Codificaciones              | Decimal                      | hex                          | dec                        | hex                        |
| Unicode                     | 42566                        | U+A646                       | 42567                      | U+A647                     |
| UTF-8                       | 234 153 134                  | EA 99 86                     | 234 153 135                | EA 99 87                   |
| Numeric character reference | &#42566;                     | &#xA646;                     | &#42567;                   | &#xA467;                   |